# اوساواتومی (کانزاس)
اوساواتومی (به انگلیسی: Osawatomie) شهری در ایالت کانزاس کشور ایالات متحده آمریکا است که جمعیت آن در سرشماری سال ۲۰۱۰ میلادی، ۴٬۴۴۷ نفر بوده‌است.